# Genrōin

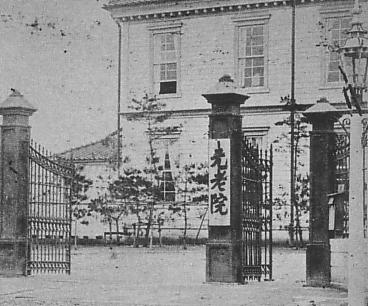
Genrōin

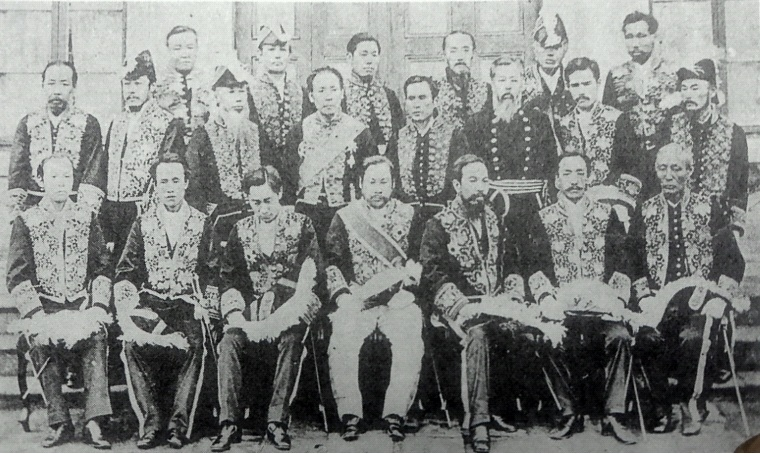
Fotografie von 1879, welcher die Mitglieder des Genrōins zeigt

Der Genrōin (jap. 元老院, wörtl. Ältestenrat als Übersetzung von Senat), auch als japanischer Staatsrat oder Senat bezeichnet, ersetzte nach der Konferenz von Ōsaka 1875  die Kammer zur Linken (左院, Sain). Er war in der frühen Meijizeit in Japan ein Beratungsorgan für legislative und administrative Fragen.  
Die Bewegung für Freiheit und Bürgerrechte und Liberale innerhalb der Meiji-Oligarchie hatten sich nach anfänglichen Versuchen, repräsentative Demokratie und eine Nationalversammlung einzuführen, aus der Meiji-Regierung zurückgezogen. Die Konferenz von Ōsaka versuchte diese Angelegenheit mit der Einberufung des Genrōin zu lösen. Die Mitglieder dieses Organs wurden nicht gewählt, sondern formal vom Tennō einberufen, und rekrutierten sich vor allem aus den Adelsrängen (Kazoku), hohen Beamten und Gelehrten. Der Genrōin war auch nur quasi-legislativ, da er zwar das Recht hatte, Gesetzentwürfe zu bewerten und Vorschläge zu machen, jedoch keine eigenen Gesetzesentwürfe einbringen konnte. 
Im Jahr 1876 wurde der Genrōin mit der Ausarbeitung einer Verfassung beauftragt, deren Entwurf 1880 vorgelegt wurde, aber von den Staatsmännern Itō Hirobumi und Iwakura Tomomi als zu liberal abgelehnt wurde.
Mit dem Inkrafttreten der Meiji-Verfassung 1890 wurde der Genrōin aufgelöst und ein Zweikammerparlament mit vollen legislativen Privilegien, der Reichstag, eingeführt. Das neue Parlament bestehend aus Abgeordnetenhaus (Shūgiin) als Unterhaus und Herrenhaus (Kizokuin) als Oberhaus.
Von der Funktion als Beratungsgremium her ist das 1888 aufgestellte Sūmitsu-in am ehesten als Nachfolger des Genrōin anzusehen.
Verwandt mit dem Begriff Genrōin ist die Bezeichnung Genrō für die Staatsmänner (wörtlich die „Ältesten“) der Meijizeit. Die Begriffe sind aber nicht deckungsgleich: Zwar gehörten viele der Genrō dem Genrōin an, es werden jedoch nicht alle Angehörigen des Genrōin auch den Genrō zugerechnet.